# 太田朋子
太田朋子（日语：太田 朋子，1933年9月7日—），日本遺傳學家，主要貢獻在分子演化領域，1973 年，太田發表近中性演化理論，提倡「分子階段的損害較小的突變（1990 年後，將優勢較少的突變也納入考量）有利於生物進化」。此一假說是基於木村資生的「中性演化理論」，有別於前者主張的「有效種群大小與突變對生物進化有利於否並無關係」，近中性演化理論強調，遺傳漂變雖然會讓分子階段的損害較小的突變固定在該種群中，但如果該種群較大，遺傳漂變的效果就會減弱，導致大型種群的進化會比小型種群為遲。

## 生平
太田朋子生于日本爱知县西加茂郡三好町，她的母亲很开明，让太田朋子从小就接受了非常良好的现代科学教育。1956年，她毕业于东京大学，之后去美国的北卡罗来纳州立大学的生物统计系获得了博士学位。1968年，太田朋子获得北卡罗来纳州立大学的博士学位后，返回日本，在木村資生的指导下参与和发展了中性演化理論。她提出近中性突变的的重要性，并由此发展了轻微突变的理论模型（slightly deleterious model）（Ohta, 1973）的「近中性演化理论」（nearly neutral theory of evolution）。她的模型比木村資生的严格中性模型更具普适性。
1981 年，太田成為第一屆猿橋獎得主，1984 年，獲選美國文理科學院的外籍名譽會員，成為首位日本籍女會員，1985 年，獲頒日本學士院獎，1996 年成為日本國立遺傳學研究所名譽教授， 2002 年獲選為日本的文化功勞者，同年也獲選為美國國家科學院的外籍院士，2015 年獲得克拉福德獎，2016 年獲頒日本文化勳章。

## 英文著作
- Theoretical aspects of population genetics /Motoo Kimura and Tomoko Ohta (1971)
- Evolution and variation of multigene families /Tomoko Ohta (1980)
- Population genetics and molecular evolution : papers marking the sixtieth birthday of Motoo Kimura /edited by Tomoko Ohta and Kenichi Aoki (1985)
- Tomoko Ohta and the Nearly Neutral Theories: The role of a female geneticist in the neutralist-selectionist controversy/Tomoko Y. Steen (1996) Ph.D. Dissertation. (CORNELL UNIVERSITY)

## 荣誉

### 日本勋章奖章
- 文化勋章（2016年11月3日公布[4]）